# Леандро Паредес
Леандро Паредес (ісп. Leandro Paredes, нар. 29 червня 1994, Сан-Хусто) — аргентинський футболіст, півзахисник італійської «Роми» і національної збірної Аргентини.

## Клубна кар'єра

### «Бока Хуніорс»
Народився 29 червня 1994 року в місті Сан-Хусто. Вихованець футбольної школи клубу «Бока Хуніорс». Дебютував у першій команді 6 листопада 2010 року в матчі проти «Аргентінос Хуніорс», замінивши Лукаса В'ятрі за 7 хвилин до кінця зустрічі. 3 листопада 2012 року в матчі з «Сан-Лоренсо» півзахисник забив перший гол у своїй професійній кар'єрі. Пізніше по ходу цього матчу Паредес забив і другий м'яч, реалізувавши передачу Гільєрмо Фернандеса. В юності Лео волів діяти ближче до атаки, в тому числі тому, що одним з його улюблених гравців був Хуан Роман Рікельме. Від уболівальників «Боки» Паредес отримав прізвисько «Спадкоємець»: вони бачили в молодому півзахиснику заміну ветерану Рікельме.
У 2011 році Паредес формально став чемпіоном Аргентини, а у наступному — володарем кубку країни, але до другої половини 2012 року з'являвся на полі лише епізодично. За три з невеликим роки в «Боці» він провів всього 28 матчів (п'ять голів), проте зумів привернути увагу італійської роми «Роми». Римляни не змогли відразу купити аргентинця, оскільки вичерпали квоту на футболістів не з країн Євросоюзу, тому в січні 2014 року провели операцію транзитом через «К'єво». За «літаючих ослів» аргентинець зіграв лише одного разу: 4 травня по ходу матчу з «Торіно» він змінив на полі Сіріля Теро.

### «Рома»

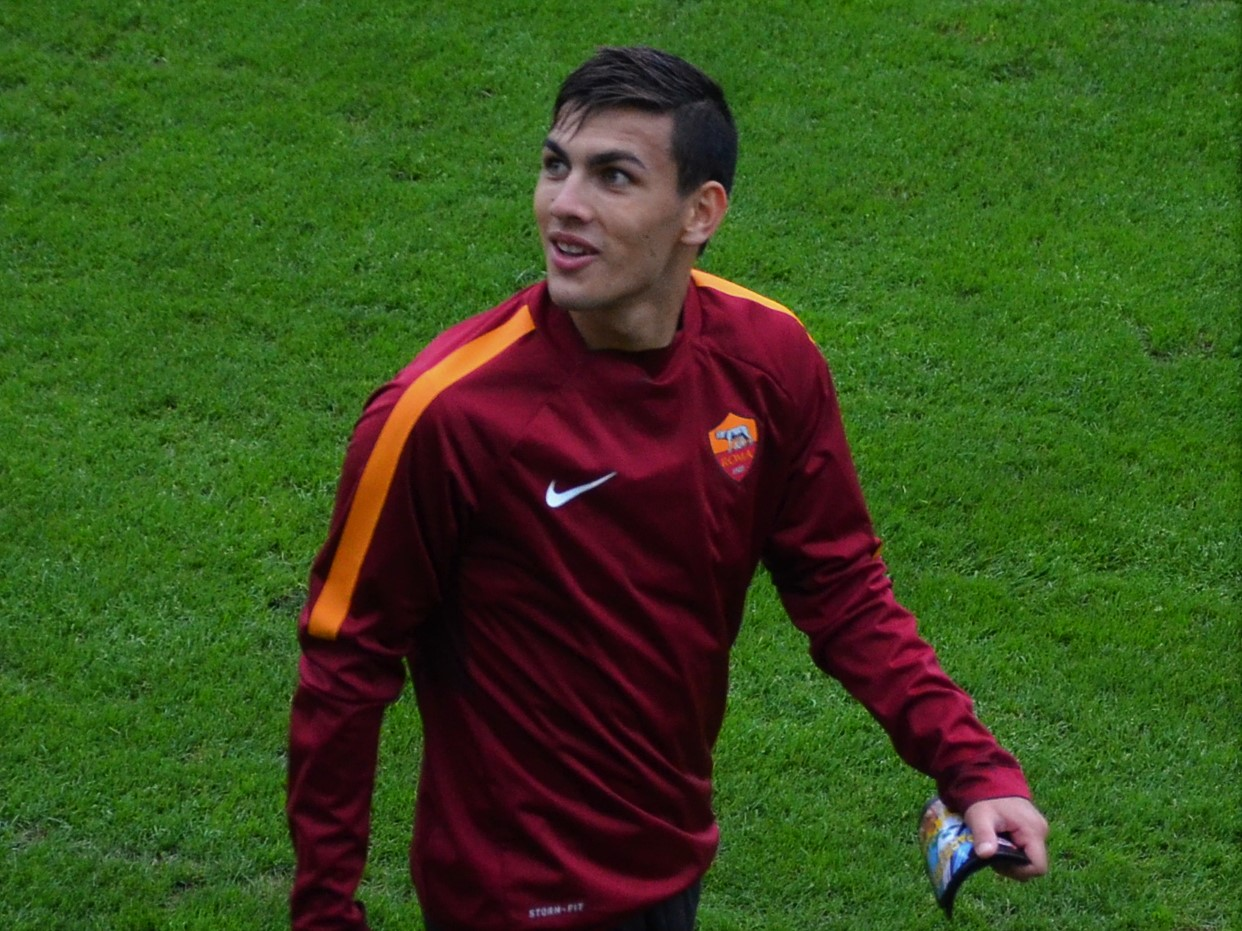
Леандро Паредес під час виступів за «Рому». 2014 рік.

У липні 2014 року півзахисник на правах оренди перейшов в «Рому» строком на 18 місяців з правом на викуп контракту. Перший гол забив у ворота «Кальярі» в рамках 22 туру сезону 2014/15. Незважаючи на малу кількість проведеного на полі часу за «жовто-червоних» (423 хвилини), «Рома» викупила контракт у «Боки Хуніорс» за 4,5 мільйона євро.

#### Оренда в «Емполі»
26 серпня 2015 року був орендований «Емполі» на один сезон. Перший гол забив у матчі проти «Удінезе». У тосканського клубу було важкий час: головний тренер Мауріціо Саррі пішов на підвищення, разом з ним команду покинули і важливі гравці — Даніеле Ругані, Ельсейд Хюсай, Мірко Вальдіфйорі. Новий тренер «Емполі» Марко Джампаоло не став радикально міняти систему гри: тосканці раніше діяли з ромбом в центрі поля. Під проводом Марко Джампаоло «тосканці» стали головною сенсацією першої половини італійського сезону. Джампаоло використовував Паредеса як плеймейкера перед обороною у схемі 4-3-1-2. Саме там повною мірою реалізувалися його навички — бачення поля, прекрасний середній пас, вміння контролювати м'яч і виконувати стандарти. Леандро вперше за кар'єру опустився в глибину — там аргентинець повинен був замінити Вальдіфйорі, виконуючи функції глибинного розігруючого.
На новій позиції Паредес адаптувався дуже швидко. Атакуюче минуле дозволяло Лео без особливих проблем виходити з-під пресингу за рахунок дриблінгу, а завдяки прекрасному баченню поля Паредес став одним з лідерів Серії А за кількістю передач у фінальну третину. У сезоні 2015/16 Паредес вперше в кар'єрі став основним гравцем своєї команди (33 матчі, два голи) і повернувся в Рим.

#### Повернення в «Рому»
У сезоні 2016/17 знову виступав за «Рому». Дебютував у матчі плей-оф Ліги чемпіонів проти «Порту». Перший гол забив у ворота «Палермо». У березні 2017 року Паредес став штатним виконавцем стандартів в «Ромі». Єдина гольова передача Лео в сезоні трапилася якраз після подачі з кутового в матчі з «Міланом» — Едін Джеко замкнув навіс на ближній штанзі. Загалом за сезон зіграв у 27 матчах, 12 раз виходячи на заміну.

### «Зеніт»

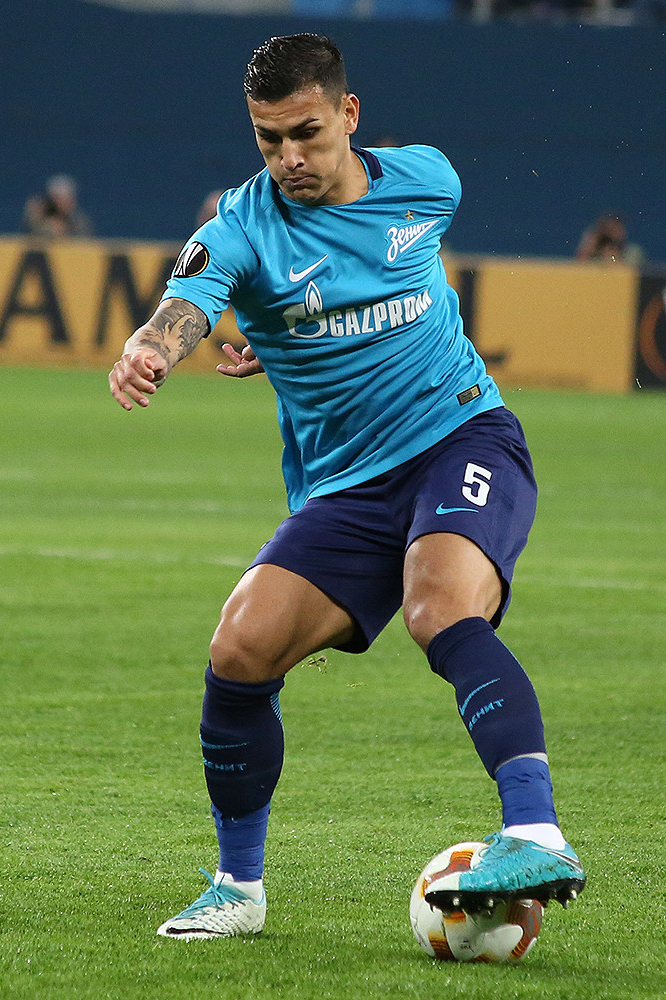
Леандро Паредес під час виступів за «Зеніт». 2018 рік.

1 липня 2017 року підписав контракт з російським «Зенітом», угода з футболістом розрахована на 4 роки. Сума трансферу — 23 млн євро, римляни також можуть отримати ще до чотирьох мільйонів як бонуси за вдалі виступи.
Дебютував у матчі проти «СКА-Хабаровськ» в рамках 1-го туру сезону 2017/18. 13 серпня забив перший гол за клуб у ворота «Ахмата». 21 вересня в матчі 1/16 Кубка Росії забив гол у ворота «Динамо» (Санкт-Петербург) (2:3). 19 листопада 2017 року в матчі 17 туру з 11-метрової забив у ворота «Тосно». У жовтні 2017 року Паредес був визнаний найкращим футболістом команди за підсумками місяця. 22 квітня 2018 року в грі з тульським «Арсеналом» забив гол прямим ударом з кутового. За санкт-петербурзьку команду 43 матчі в національному чемпіонаті.

### «Парі Сен-Жермен»
29 січня 2019 перейшов до «Парі Сен-Жермен». Паредес підписав контракт на 4,5 роки, вартість трансфера склала 40 мільйонів євро. У новій команді не став гравцем основного складу, натомість використовувався як гравець ротації.
У серпні 2022 року на правах оренди з правом подальшого викупу перебрався до туринського «Ювентуса». Протягом сезону 2022/23 регулярно виходив на поле в іграх туринського клубу, однак той опцією викупу контракту аргентинця не скористався.

### І знову «Рома»
Натомість 16 серпня 2023 року знову уклав контракт із «Ромою», яка сплатила за його трансфер 2,5 мільйони євро.

## Виступи за збірні
2009 року дебютував у складі юнацької збірної Аргентини до 15 років, з якою був учасником Юнацького чемпіонати Південної Америки (U-15) у Болівії. На цьому турнірі, в якому Аргентина не вийшла з групи, зіграв усі чотири матчі, виходячи у стартовому складі.
2011 року зі збірною Аргентини до 17 років був учасником Юнацького чемпіонати Південної Америки (U-17) у Еквадорі, на якому забив 2 голи (проти Перу і Болівії) та став бронзовим призером турніру.
19 травня 2017 року Паредес отримав свій перший виклик з боку новопризначеного тренера національної збірної Аргентини Хорхе Сампаолі на товариські матчі проти Бразилії та Сингапуру в червні. 13 червня дебютував за збірну у матчі проти Сингапуру, допомагаючи Аргентині виграти 6:0, а також забив свій перший гол за збірну.
Відтоді регулярно долучався до ігор національної команди. Став у її складі бронзовим призером Кубка Америки 2019 року, а за два роки допоміг команди виграти Кубок Америки 2021.
2022 року був учасником тогорічного чемпіонату світу, на якому аргентинці утретє у своїй історії стали найсильнішою збірною планети. Брав участь у 5 із 7 ігор команди на турнірі, включно із фіналом, у якому вийшов на поле по ходу додаткового часу.
| Дата       | Місто                        | Господарі  | Результат               | Гості             | Турнір                                 | Голи | Примітки  |
| ---------- | ---------------------------- | ---------- | ----------------------- | ----------------- | -------------------------------------- | ---- | --------- |
| 13-6-2017  | Сінгапур                     | Сінгапур   | 0 – 6                   | Аргентина         | товариський матч                       | 1    | 60'       |
| 10-10-2017 | Кіто                         | Еквадор    | 1 – 3                   | Аргентина         | Відбір до ЧС 2018                      | -    | 84'       |
| 23-3-2018  | Манчестер                    | Аргентина  | 2 – 0                   | Італія            | товариський матч                       | -    | 64'       |
| 8-9-2018   | Лос-Анджелес                 | Гватемала  | 0 – 3                   | Аргентина         | товариський матч                       | -    | 46'       |
| 12-9-2018  | Іст-Ратерфорд                | Аргентина  | 0 – 0                   | Колумбія          | товариський матч                       | -    | 68' 82'   |
| 11-10-2018 | Ер-Ріяд                      | Аргентина  | 4 – 0                   | Ірак              | товариський матч                       | -    | 60'       |
| 16-10-2018 | Джидда                       | Бразилія   | 1 – 0                   | Аргентина         | товариський матч                       | -    | 18'       |
| 17-11-2018 | Кордова                      | Аргентина  | 2 – 0                   | Мексика           | товариський матч                       | -    | 88'       |
| 21-11-2018 | Буенос-Айрес                 | Аргентина  | 2 – 0                   | Мексика           | товариський матч                       | -    | 55'       |
| 22-3-2019  | Мадрид                       | Венесуела  | 3 – 1                   | Аргентина         | товариський матч                       | -    |           |
| 26-3-2019  | Танжер                       | Марокко    | 0 – 1                   | Аргентина         | товариський матч                       | -    |           |
| 8-6-2019   | Сан-Хуан                     | Аргентина  | 5 – 1                   | Нікарагуа         | товариський матч                       | -    |           |
| 15-6-2019  | Салвадор                     | Аргентина  | 0 – 2                   | Колумбія          | Копа Америка 2019 - 1-й етап           | -    | 55'       |
| 19-6-2019  | Белу-Оризонті                | Аргентина  | 1 – 1                   | Парагвай          | Копа Америка 2019 - 1-й етап           | -    |           |
| 23-6-2019  | Порту-Алегрі                 | Катар      | 0 – 2                   | Аргентина         | Копа Америка 2019 - 1-й етап           | -    |           |
| 28-6-2019  | Ріо-де-Жанейро               | Венесуела  | 0 – 2                   | Аргентина         | Копа Америка 2019 - чвертьфінал        | -    |           |
| 2-7-2019   | Белу-Оризонті                | Бразилія   | 2 – 0                   | Аргентина         | Копа Америка 2019 - півфінал           | -    |           |
| 6-7-2019   | Сан-Паулу                    | Аргентина  | 2 – 1                   | Чилі              | Копа Америка 2019 - матч за 3-тє місце | -    | 63'       |
| 5-9-2019   | Лос-Анджелес                 | Чилі       | 0 – 0                   | Аргентина         | товариський матч                       | -    | 6' 85'    |
| 10-9-2019  | Сан-Антоніо                  | Аргентина  | 4 – 0                   | Мексика           | товариський матч                       | 1    | 78'       |
| 9-10-2019  | Дортмунд                     | Німеччина  | 2 – 2                   | Аргентина         | товариський матч                       | -    |           |
| 13-10-2019 | Ельче                        | Аргентина  | 6 – 1                   | Еквадор           | товариський матч                       | 1    | 12' - 46' |
| 15-11-2019 | Ер-Ріяд                      | Бразилія   | 0 – 1                   | Аргентина         | товариський матч                       | -    | 73' - 83' |
| 18-11-2019 | Тель-Авів                    | Аргентина  | 2 – 2                   | Уругвай           | товариський матч                       | -    | 40' - 79' |
| 8-10-2020  | Буенос-Айрес                 | Аргентина  | 1 – 0                   | Еквадор           | Відбір до ЧС 2022                      | -    | 25'       |
| 13-10-2020 | Ла-Пас                       | Болівія    | 1 – 2                   | Аргентина         | Відбір до ЧС 2022                      | -    | 69'       |
| 12-11-2020 | Буенос-Айрес                 | Аргентина  | 1 – 1                   | Парагвай          | Відбір до ЧС 2022                      | -    |           |
| 17-11-2020 | Ліма                         | Перу       | 0 – 2                   | Аргентина         | Відбір до ЧС 2022                      | -    |           |
| 3-6-2021   | Сантьяго-дель-Естеро (місто) | Аргентина  | 1 – 1                   | Чилі              | Відбір до ЧС 2022                      | -    |           |
| 8-6-2021   | Барранкілья                  | Колумбія   | 2 – 2                   | Аргентина         | Відбір до ЧС 2022                      | 1    | 62'       |
| 14-6-2021  | Ріо-де-Жанейро               | Аргентина  | 1 – 1                   | Чилі              | Копа Америка 2021 - 1-й етап           | -    | 68'       |
| 21-6-2021  | Бразиліа                     | Аргентина  | 1 – 0                   | Парагвай          | Копа Америка 2021 - 1-й етап           | -    | 34' - 80' |
| 28-6-2021  | Куяба                        | Болівія    | 1 – 4                   | Аргентина         | Копа Америка 2021 - 1-й етап           | -    | 71'       |
| 3-7-2021   | Гоянія                       | Аргентина  | 3 – 0                   | Еквадор           | Копа Америка 2021 - чвертьфінал        | -    | 71'       |
| 6-7-2021   | Бразиліа                     | Аргентина  | 1 – 1 д.ч. (3 – 2 п.п.) | Колумбія          | Копа Америка 2021 - півфінал           | -    | 56'       |
| 10-7-2021  | Ріо-де-Жанейро               | Аргентина  | 1 – 0                   | Бразилія          | Копа Америка 2021 - Фінал              | -    | 33' 54'   |
| 9-9-2021   | Буенос-Айрес                 | Аргентина  | 3 – 0                   | Болівія           | Відбір до ЧС 2022                      | -    |           |
| 7-10-2021  | Асунсьйон                    | Парагвай   | 0 – 0                   | Аргентина         | Відбір до ЧС 2022                      | -    |           |
| 10-10-2021 | Буенос-Айрес                 | Аргентина  | 3 – 0                   | Уругвай           | Відбір до ЧС 2022                      | -    | 75'       |
| 14-10-2021 | Буенос-Айрес                 | Аргентина  | 1 – 0                   | Перу              | Відбір до ЧС 2022                      | -    | 73'       |
| 16-11-2021 | Сан-Хуан                     | Аргентина  | 0 – 0                   | Бразилія          | Відбір до ЧС 2022                      | -    | 45+1' 46' |
| 27-1-2022  | Калама                       | Чилі       | 1 – 2                   | Аргентина         | Відбір до ЧС 2022                      | -    | 73'       |
| 24-3-2022  | Буенос-Айрес                 | Аргентина  | 3 – 0                   | Венесуела         | Відбір до ЧС 2022                      | -    | 88'       |
| 29-3-2022  | Гуаякіль                     | Еквадор    | 1 – 1                   | Аргентина         | Відбір до ЧС 2022                      | -    | 78'       |
| 24-9-2022  | Маямі-Гарденс                | Аргентина  | 3 – 0                   | Гондурас          | товариський матч                       | -    | 64'       |
| 16-11-2022 | Абу-Дабі                     | ОАЕ        | 0 – 5                   | Аргентина         | товариський матч                       | -    | 75'       |
| 22-11-2022 | Лусаїл                       | Аргентина  | 1 – 2                   | Саудівська Аравія | ЧС 2022 - 1-й етап                     | -    | 59'       |
| 30-11-2022 | Доха                         | Польща     | 0 – 2                   | Аргентина         | ЧС 2022 - 1-й етап                     | -    | 59'       |
| 9-12-2022  | Лусаїл                       | Нідерланди | 2 – 2 д.ч. (3 – 4 п.п.) | Аргентина         | ЧС 2022 - чвертьфінал                  | -    | 66' 89'   |
| 13-12-2022 | Лусаїл                       | Аргентина  | 3 – 0                   | Хорватія          | ЧС 2022 - півфінал                     | -    | 62'       |
| 18-12-2022 | Лусаїл                       | Аргентина  | 3 – 3 д.ч. (4 – 2 п.п.) | Франція           | ЧС 2022 - Фінал                        | -    | 102' 114' |
| 23-3-2023  | Буенос-Айрес                 | Аргентина  | 2 – 0                   | Панама            | товариський матч                       | -    | 60'       |
| 15-6-2023  | Пекін                        | Аргентина  | 2 – 0                   | Австралія         | товариський матч                       | -    | 74'       |
| 19-6-2023  | Джакарта                     | Індонезія  | 0 – 2                   | Аргентина         | товариський матч                       | 1    | 85'       |
| Усього     |                              | Матчів     | 54                      |                   | Голів                                  | 5    |           |

## Досягнення
Бока Хуніорс
- Чемпіон Аргентини: Апертура 2011
- Володар Кубку Аргентини: 2011/12

 ПСЖ
- Чемпіон Франції: 2018/19, 2019/20, 2021/22
- Володар Суперкубка Франції: 2019, 2020, 2022
- Володар Кубка Франції: 2019/20, 2020/21
- Володар Кубка французької ліги: 2019/20

 Збірна Аргентини
- Чемпіон світу: 2022
- Переможець Суперкласіко де лас Амерікас: 2017, 2019
- Володар Кубка Америки: 2021
- Бронзовий призер Кубка Америки: 2019